# Guangming (socken i Kina, Sichuan)
Guangming (kinesiska: 光明乡, 光明) är en socken i Kina. Den ligger i provinsen Sichuan, i den sydvästra delen av landet, omkring 120 kilometer norr om provinshuvudstaden Chengdu.
Genomsnittlig årsnederbörd är 1 218 millimeter. Den regnigaste månaden är juli, med i genomsnitt 367 mm nederbörd, och den torraste är december, med 4 mm nederbörd.